# 第8回立法院議員総選挙
第8回立法院議員総選挙（だい8かいりっぽういんぎいんそうせんきょ）は、1968年11月10日に行われた、琉球政府の立法院議員選挙である。
これに合わせて、第1回行政主席通常選挙が同日に、直後には那覇市長選挙も行われた。そのため、これらの選挙をまとめて「三大選挙」と呼ばれるようになった。

## 選挙データ

### 公示日
- 1968年10月21日

### 投票日
- 1968年11月10日

### 議席数
- 32議席

### 選挙制度
- 小選挙区制

### 有権者数
- 515,246人
（男性：235,299人、女性：279,947人）

### 立候補者数
- 67人

## 主な争点
近い将来の沖縄返還が確実の情勢となり、復帰の方法論とアメリカ統治の総括をめぐって、自民党と革新共闘（社大党・人民党・社会党を中心とした共闘組織）の両陣営は、本土の政治家も動員して活発な選挙戦を展開した。

## 選挙結果

### 投票率
- 89.12%

### 当選者
- 第1区 - 国場幸昌（自民）
- 第2区 - 宮城善兵（自民）
- 第3区 - 吉田光正（統一）
- 第4区 - 山川泰邦（自民）
- 第5区 - 比嘉松栄（自民）
- 第6区 - 伊芸徳一（自民）
- 第7区 - 山城長弘（社大）
- 第8区 - 中山兼順（無所）[1]
- 第9区 - 平良一男（自民）
- 第10区 - 知花英夫（社大）
- 第11区 - 桑江朝幸（自民）

- 第12区 - 崎浜盛永（社大）
- 第13区 - 平良幸市（社大）
- 第14区 - 岸本利実（社会）
- 第15区 - 与座康信（社大）
- 第16区 - 仲松庸全（人民）
- 第17区 - 森田孟松（社大）
- 第18区 - 嵩原久男（社大）
- 第19区 - 古堅実吉（人民）
- 第20区 - 伊良波長幸（自民）
- 第21区 - 瀬長亀次郎（人民）
- 第22区 - 安里積千代（社大）

- 第23区 - 大田昌知（自民）
- 第24区 - 長嶺秋夫（自民）
- 第25区 - 上原重蔵（自民）
- 第26区 - 大城眞順（自民）
- 第27区 - 新垣孝善（社大）
- 第28区 - 盛島明秀（自民）
- 第29区 - 金城英浩（自民）
- 第30区 - 垣花恵昌（自民）
- 第31区 - 大浜国浩（自民）
- 第32区 - 星克（自民）

注：自民＝沖縄自由民主党、社大＝沖縄社会大衆党、人民＝沖縄人民党、社会＝日本社会党、統一＝野党統一、無所＝無所属。なお当選者の所属党派については、沖縄タイムス編集『沖縄年鑑』1969（昭和44年）復刻版の19～22頁「主席、立法院議員選挙開票結果」より。

### 党派別獲得議席
| 党派           | 得票数  | 得票率 | 議席                    |
| -------------- | ------- | ------ | ----------------------- |
| 沖縄自由民主党 | 193,060 | 44.43% | 17                      |
| 沖縄社会大衆党 | 106,396 | 24.49% | 9                       |
| 沖縄人民党     | 48,195  | 11.09% | 3                       |
| 日本社会党     | 23,579  | 5.43%  | 2（革新系統一候補含む） |
| 無所属         | 63,283  | 14.56% | 1                       |

出：表「党派別当選者数および得票数」、沖縄タイムス編集『沖縄年鑑』1969（昭和44年）復刻版、466頁 
主席選挙では野党統一候補の屋良朝苗が当選したが、立法院選挙では自民党が立法院の過半数を上回る18議席（保守系無所属含む）、革新共闘側は14議席（統一候補含む）と共に現有勢力を維持する結果となった。地域別で見た場合、北部と宮古、八重山では自民党が大きくリードし、米軍基地が特に集中している中部と那覇市では革新共闘が圧勝する結果となった。